# Wie leben wir doch glücklich!
Wie leben wir doch glücklich! (Originaltitel: Merrily We Live, TV-Titel: Uns geht’s ja prächtig) ist eine US-amerikanische Filmkomödie aus dem Jahr 1938 nach dem Roman The Dark Chapter; a Comedy of Class Distinctions von E. J. Rath und dem Theaterstück They All Want Something von Courtenay Savage.

## Handlung
Die Kilbournes sind eine wohlhabende und exzentrische Familie. Besonders Mutter Emily benimmt sich zuweilen recht seltsam, wenn sie ihrem Hobby – der Hilfe für Tramps und Hobos – nachgeht. Auch Rückschläge, beispielsweise der Diebstahl des Tafelsilbers durch einen ihrer Schützlinge, halten sie nicht davon ab, weiterhin den Hilflosen zu helfen. Eines Tages erscheint ein verwahrloster Mann namens Rawlins am Haus der Kilbournes, dessen altes Auto in der Nähe eine Klippe heruntergestürzt ist. Rawlins will nur darum bitten, das Telefon benutzen zu dürfen, doch Emily sieht in ihm eine hilfsbedürftige Person. Sie macht ihn, trotz des Protestes ihrer Tochter Jerry, zu ihrem neuen Chauffeur. Rawlins ist amüsiert und schon bald hat er die Frauen des Hauses auf seiner Seite. Nur Mr. Kilbourne und der Butler Grosvenor bleiben skeptisch.
Mr. Kilbourne versucht mit dem Senator Harlan ein Geschäft abzuschließen. Dafür gibt er eine Dinnerparty, bei der auch Rawlins anwesend ist und versehentlich als Gast angesehen wird. Harlans Tochter Minerva wie auch der Senator selbst sind von dem Gentleman sehr angetan. Zuerst ist Mr. Kilbourne besorgt, dass das Geschäft durch Minervas Schwärmerei für Rawlins in Gefahr gerät. Doch schon bald erkennt er, dass Rawlins die Verhandlungen unterstützt, und lässt zu, dass er mit Minerva Golf spielen geht. Das wiederum sorgt für Eifersucht bei Jerry, die sich inzwischen in Rawlins verliebt hat.
Inzwischen hat die Polizei das von der Klippe herabgestürzte Auto von Rawlins gefunden und geht davon aus, dass er bei dem Unfall ums Leben gekommen ist. Als die Zeitungen am nächsten Morgen berichten, dass der bekannte Schriftsteller E. Wade Rawlins bei einem Autounfall in der Nähe des Kilbourne-Anwesens getötet worden sei, fallen Emily, Jerry und die Dienstmädchen wegen der Falschmeldung in Ohnmacht. Mr. Kilbourne und seine jüngere Tochter Marion versuchen erfolglos, die Damen wieder zu sich zu bringen. Erst der hinzukommende Rawlins hat Erfolg damit, Jerry wiederzubeleben. Beiden ist klar, dass sie sich lieben. Grosvenor, der der Meinung ist, dass Emilys Herumtreiber besser behandelt werden als er selber, zieht Rawlins Klamotten an,  packt einen Rucksack und kündigt der Familie an, nun wegen der besseren Karrierechancen auch auf die Walz zu gehen.

## Hintergrund
Die Premiere hatte der Film am 4. März 1938. Im Deutschen Reich lief Wie leben wir doch glücklich! zur Weihnachtszeit 1938 in den Kinos an. Unter dem Titel Uns geht’s ja prächtig wurde der Film am 8. März 1992 im Rahmen einer Fernsehausstrahlung des Senders Sat.1 erstmals wieder in Deutschland gezeigt.
Der Roman und das Theaterstück werden in den Credits nicht als Vorlage genannt. Ein Film aus dem Jahr 1930, What a Man, von George J. Crone, der die gleiche Geschichte erzählt und die gleichen Rollennamen aufweist, listet hingegen die genannten Vorlagen als Grundlage für das Drehbuch auf.
Hauptdarstellerin Constance Bennett hatte kurz zuvor dank des Erfolges der Komödie Topper – Das blonde Gespenst ein Comeback gestartet. Produzent Hal Roach wollte den neuerlichen Bekanntheitsgrad ausnutzen und konnte für Uns geht’s ja prächtig neben Bennett und Regisseur McLeod auch Billie Burke, Alan Mowbray, Norbert Brodine, das Autoren-Gespann Jevne/Moran sowie den Filmeditor Terhune verpflichten.

## Kritiken
Das Lexikon des internationalen Films beschrieb den Film als „handwerklich perfekte, temporeiche Screwball-Komödie, die kurzweilig unterhält“. Variety lobte die Fähigkeit des Regisseurs, die Gags sich gegenseitig hochschaukeln zu lassen, wobei die meisten Lacher durch die Darstellungskunst Billie Burkes herrühren.

## Auszeichnungen
Bei der Oscarverleihung 1939 war der Film für fünf Oscars nominiert, konnte jedoch keinen gewinnen. Die Nominierungen gab es in den Kategorien Beste Nebendarstellerin (Billie Burke), Beste Kamera (Norbert Brodine), Bestes Szenenbild (Charles D. Hall), Bester Ton (Elmer Raguse) und Bester Song (Merrily We Live von Phil Charig und Arthur Quenzer).